# Capsulia
Capsulia là một chi nhện trong họ Linyphiidae.